# Kalvarienbergkirche (Pinkafeld)

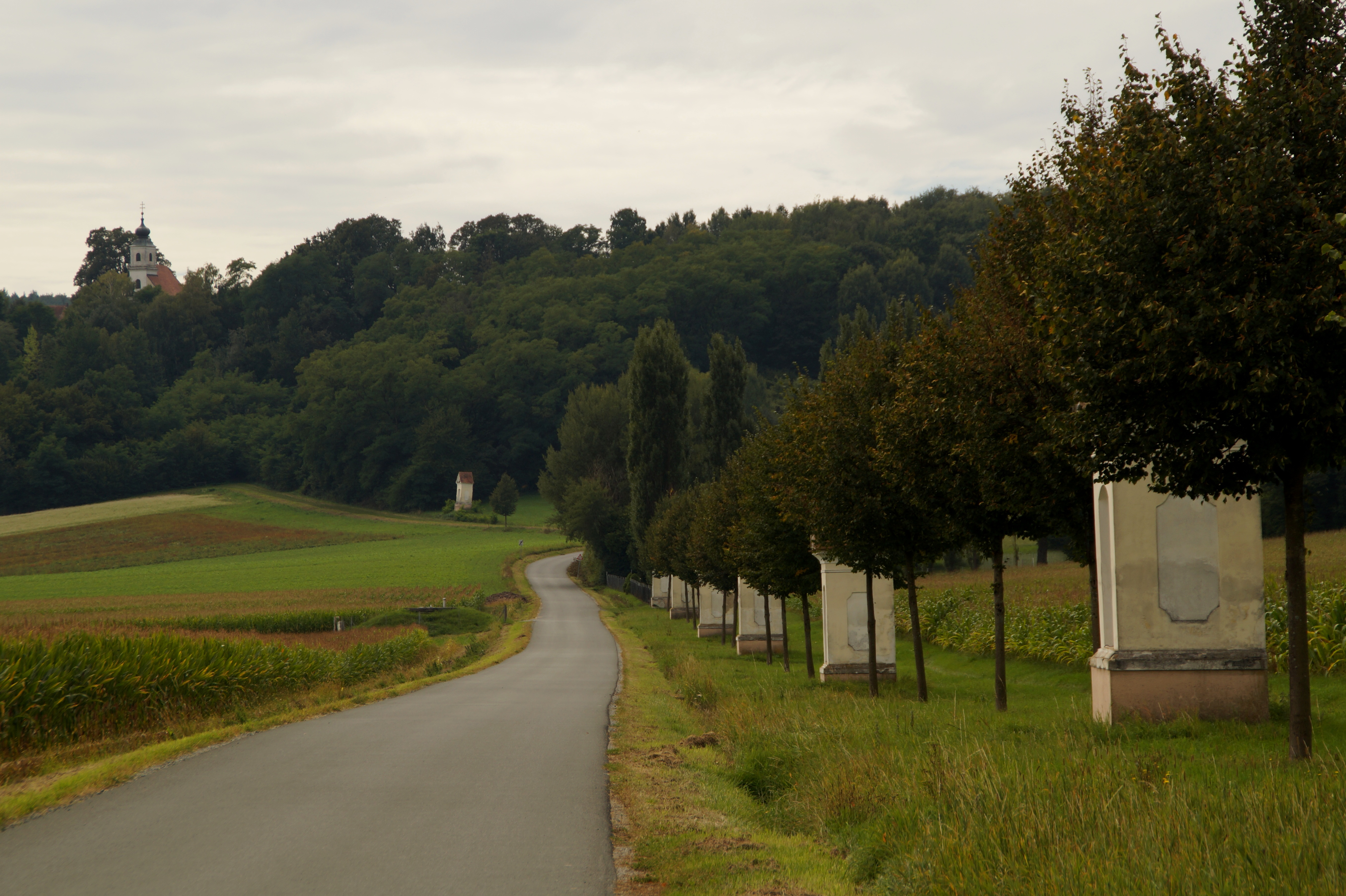
Kreuzwegstationen und Kalvarienbergkirche

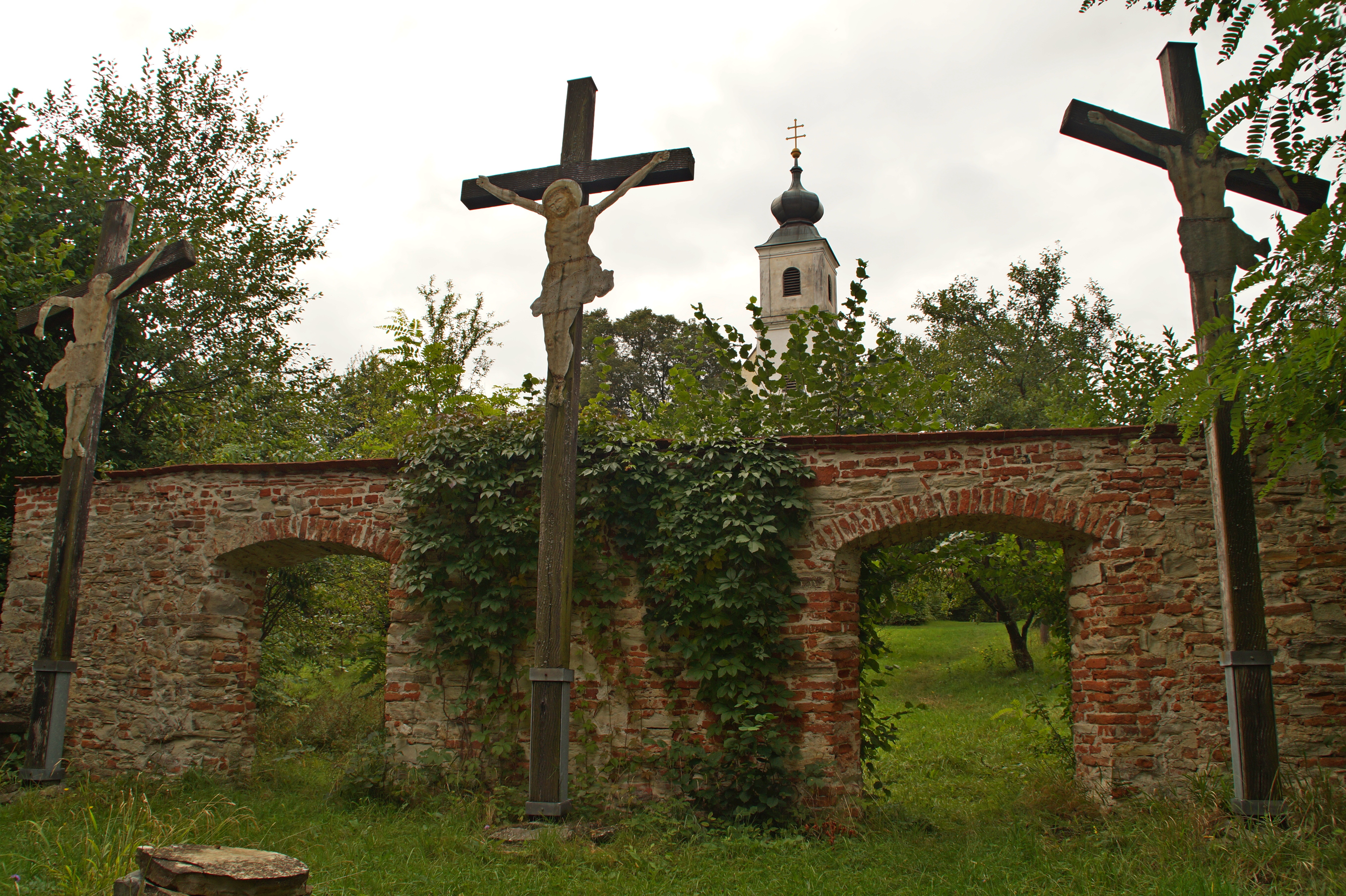
Kreuzigungsgruppe

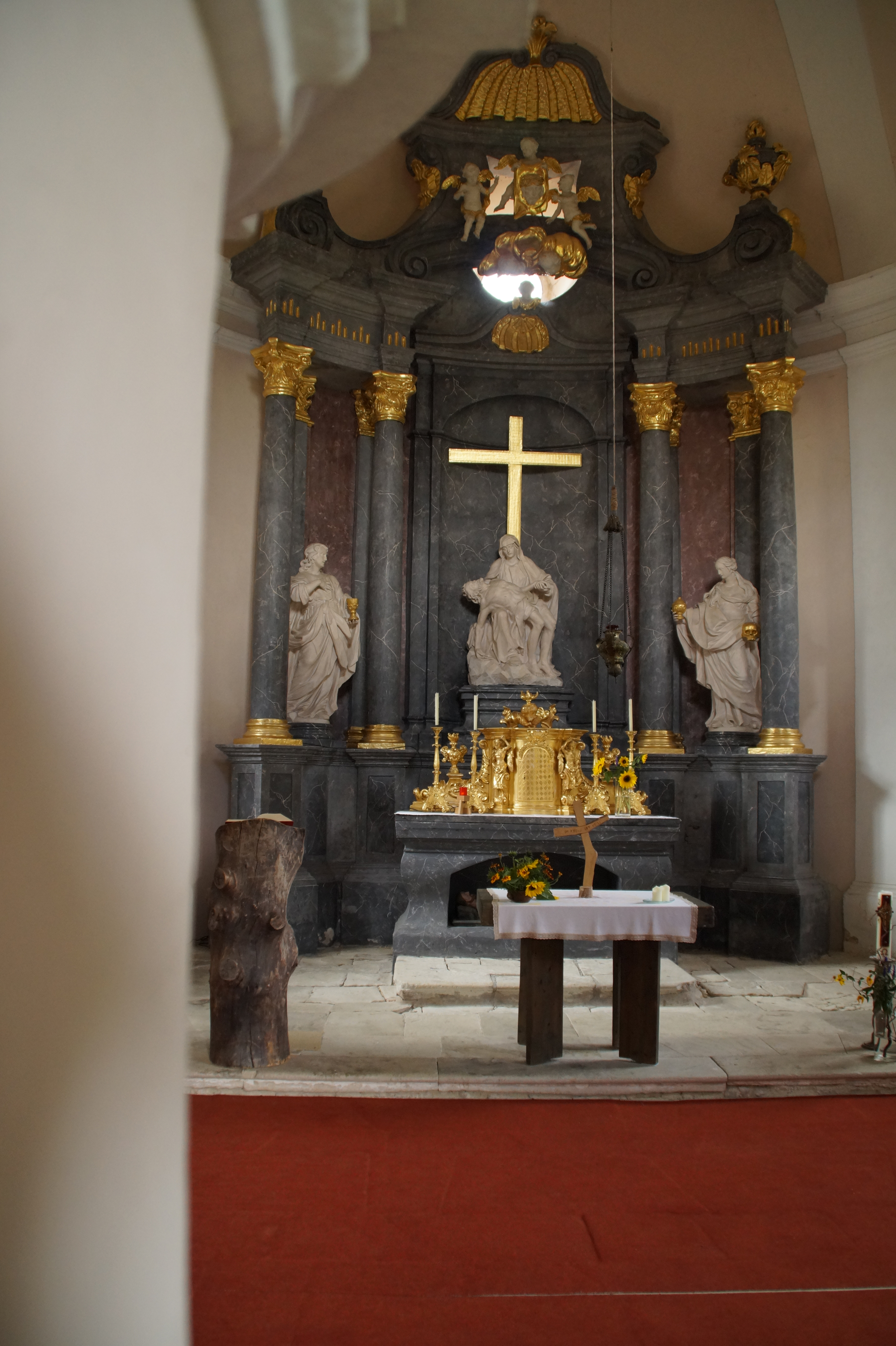
Der Altar mit den drei Steinfiguren

Die Kalvarienbergkirche zur Schmerzhaften Muttergottes (benannt nach „Kalvarienberg“) steht in der Stadtgemeinde Pinkafeld im Burgenland auf einem Hügel südwestlich des Ortes.

## Geschichte
Der Kreuzweg zur Kalvarienbergkirche stammt aus der Zeit um 1748. Die Kirche ist der älteste noch bestehende Kirchenbau Pinkafelds und wurde um 1748 unter dem Grund- und Patronatsherren Graf Adam III. Batthyány, mit Unterstützung seines Bruders Paul II. (1702–1740), dem Domprobst zu Raab,  erbaut. 1938 wurde die Kirche restauriert, 1974/1975 der Kreuzweg.

## Architektur
Der schlichte, barocke Kirchenbau hat eine halbrunde Apsis und einen Fassadenturm mit Zwiebelhelm in der Haupt- und Eingangsfassade im Osten. An die Südseite der Kirche ist ein ebenerdiges Wohngebäude als Einsiedelei angebaut.
Das kurze Kirchenschiff mit einem Tonnengewölbe hat im Westen ein dreiachsiges Emporenjoch mit einer zweigeschoßigen, kreuzgratgewölbten Empore. Die vorbauchende Emporenbrüstung zeigt eine Inschrift-Kartusche. Der breite Chor hat ein Schalengewölbe und an der linken Seite ein vergittertes Oratorienfenster.

## Ausstattung
Auf dem Altar mit einer konkav geschwungenen Rückwand und Säulen stehen drei Steinfiguren der hll. Maria Magdalena und Johannes Evangelist mit M(atthias) Steinl bezeichnet und in der Mitte eine Pietà. Es gibt zwei Holzfiguren der hll. Paulus von Tarsus und Antonius Eremita aus der 2. Hälfte des 18. Jahrhunderts.

## Kreuzweg
Der Kreuzweg hat 12 Stationen als einfache Wegkapellen mit rezenten Mosaiken. Vor der Kirche stehen drei Kreuze mit bemalten, barocken Blechfiguren von Christus und den zwei Schächern.